# Jakob Wassermann
Jakob Wassermann (Fürth, 10 de março de 1873 — Altaussee, 1 de janeiro de 1934) foi um escritor e novelista alemão.

## Vida
Nascido em Fürth, Wassermann era filho de um lojista e perdeu a mãe muito cedo. Ele mostrou interesse literário cedo e publicou várias peças em pequenos jornais. Como seu pai estava relutante em apoiar suas ambições literárias, ele começou um aprendizado de curta duração com um empresário em Viena após a formatura.
Ele completou seu serviço militar em Würzburg. Depois, ele ficou no sul da Alemanha e em Zurique. Em 1894 mudou-se para Munique. Aqui ele trabalhou como secretário e mais tarde como editor de texto no jornal Simplicissimus. Nessa época ele também se familiarizou com outros escritores como Rainer Maria Rilke, Hugo von Hofmannsthal e Thomas Mann.
Em 1896 ele lançou seu primeiro romance, Melusine (seu sobrenome significa "homem da água" em alemão, enquanto um "Melusine" (ou "Melusina") é uma figura de lendas e folclore europeus, um espírito feminino de águas frescas em fontes sagradas e rios).
A partir de 1898 foi crítico de teatro em Viena. Em 1901 casou-se com Julie Speyer, de quem se divorciou em 1915. Três anos depois, casou-se novamente com Marta Karlweis.
Depois de 1906, alternou entre Viena e Altaussee na Estíria.
Em 1926, foi eleito para a Academia Prussiana de Artes. Ele renunciou em 1933, evitando por pouco a expulsão pelos nazistas. No mesmo ano, seus livros foram proibidos na Alemanha devido à sua ascendência judaica.
Ele morreu em 1 de janeiro de 1934 em sua casa em Altaussee de um ataque cardíaco.
O trabalho de Wassermann inclui poesia, ensaios, romances e contos. Suas obras mais importantes são consideradas o romance The Maurizius Case (Der Fall Maurizius, 1928) e a autobiografia, My Life as German and Jew (Mein Weg als Deutscher und Jude, 1921), nas quais discutiu a tensa relação entre seu identidades judaicas.

## Trabalhos
- Melusine (romance, 1896)

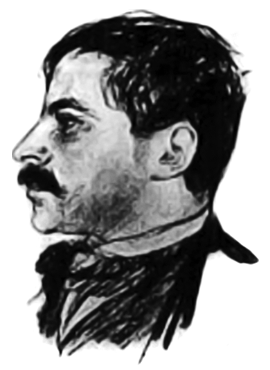
Jakob Wassermann em 1899; desenho de Emil Orlik

- Die Juden von Zirndorf (em inglês: The Dark Pilgrimage) (romance, 1897)
- Schläfst du, Mutter? (Novela, 1897)
- Die Geschichte der jungen Renate Fuchs (romance, 1900)
- Der Moloch (romance, 1902)
- Der niegeküsste Mund (Histórias, 1903)
- Die Kunst der Erzählung (Essaio, 1904)
- Alexander von Babylon (romance, 1905)
- Donna Johanna von Castilien (Narrativa, 1906)
- Die Schwestern (romancelas - Donna Johanna von Castilien, Sara Malcolm, Clarissa Mirabel - 1906)
- Caspar Hauser oder Die Trägheit des Herzens (Kaspar Hauser ou A Indolência do Coração)(romance, 1908)
- Die Gefangenen auf der Plassenburg (Narrative, 1909)
- Die Masken Erwin Reiners (1910)
- Der goldene Spiegel (novela, 1911)
- Geronimo de Aguilar (História, 1911)
- Faustina (Narrative, 1912)
- Der Mann von vierzig Jahren (romance, 1913)
- Das Gänsemännchen (romance, 1915)
- Christian Wahnschaffe (romance, 1919)
- Die Prinzessin Girnara, Weltspiel und Legende (Peça, 1919, libreto para a ópera de Wellesz Die Prinzessin Girnara )
- "Golowin" (romance, 1920)
- Mein Weg als Deutscher und Jude (Autobiografia, 1921)
- Imaginäre Brücken (Estudos e Ensaios, 1921)
- Sturreganz (Narrativa, 1922)
- Ulrike Woytich (romance, 1923)
- Faber, oder die verlorenen Jahre (romance, 1924)
- Laudin und die Seinen (romance, 1925)
- Das Amulett (novela, 1926)
- Der Aufruhr um den Junker Ernst (novela, 1926)
- Das Gold von Caxamalca (Histórias, 1928)
- Christoph Columbus (Biografia, 1929
- Selbstbetrachtungen (Reflexões, 1931)
- Trilogia da novela:
  - Der Fall Maurizius (O Processo Maurizius) (1928)
  - Etzel Andergast (Etzel Andergast) (1931)
  - Joseph Kerkhovens dritte Existenz (A Terceira Existência de Joseph Kerkhoven) (1934)